# John Watson Milton
John Watson Milton (Saint Paul, 19 d'agost de 1935) és un polític, escriptor i empresari estatunidenc. És autor de poesia, ficció i articles de premsa i discursos polítics.
Nascut a Saint Paul (Minnesota), Milton va començar els seus estudis a l'acadèmia Saint Paul i, l'any 1957, va rebre la seva graduació en lletres magna cum laude a l'Escola Woodrow Wilson de la Universitat de Princeton i va ser assessor d'administració i planificació de salut. Va viure al llac White Bear, Minnesota i va treballar a la Junta de Comissaris del Comtat de Ramsey (Minnesota). De 1973 a 1977, Milton va ser senador demòcrata per l'estat de Minnesota.
Va viure i treballar a Amèrica Llatina durant uns anys i després va fer molts viatges a Espanya. Milton va aprendre a tocar música per a guitarra d'Enric Granados i altres compositors catalans, i també a preparar cuina catalana, especialment receptes d'arròs. Per a investigar la vida de Granados, al llarg de sis anys, va aprendre català i castellà.
Fruit d'aquests estudis, el 2007 va publicar una biografia novel·lada sobre Granados anomenada El rossinyol abatut: Enric Granados (1867-1916), una vida apasionada.
El 2012, Milton va escriure un llibre sobre el Senador per Minnesota Nick Coleman.